# Triade (Wirtschaft)
In der Wirtschaft bezeichnet man als Triade im weiten Sinne die drei größten Wirtschaftsräume der Welt, also die nordamerikanische Freihandelszone USMCA, die EU und das industrialisierte Ostasien (Japan, Taiwan, Südkorea, Hongkong, Singapur). Parallel wird die ostasiatische Region auch zunehmend mit den ASEAN + 3 identifiziert. 
Im engeren Sinne wurden früher als Triade die drei größten Volkswirtschaften USA, Japan und Deutschland bezeichnet. Hier wurde ein nationalstaatlicher Bezug gesetzt. Im Zuge des Aufstiegs Chinas zur inzwischen zweitgrößten Volkswirtschaft der Welt wurde dieser Begriff jedoch hinfällig bzw. wird von manchen Autoren als Triade USA-EU-China oder „Quadriga“ neu definiert. Die EU ist zwar kein Nationalstaat, weist aber eine viel höhere Integration auf als reguläre Freihandelszonen.
Laut IWF  vereinigt die Triade im weiteren Sinne mit knapp 65 von 88 Billionen US-Dollar (2019) fast drei Viertel des Welt-Bruttonationaleinkommens (BNE) auf sich. 

## Triadepatent
Als „Triadepatent“ oder „weltmarktrelevante Patente“ werden Patente bezeichnet, die sowohl beim Europäischen, US-amerikanischen als auch japanischen Patentamt angemeldet werden.